# Титанат кальция
Титанат кальция — соединение с химической формулой CaTiO3. Как минерал известен под названием перовскит (назван в честь русского минералога Л. А. Перовского (1792—1856)).
Первоначально кристаллическая структура перовскита считалась кубической, что послужило основанием для введения структурного типа перовскита, в котором кристаллизуются несколько сотен химических соединений. Позже было выяснено, что структура CaTiO3 немного искажена относительно кубической (при комнатной температуре она является орторомбической, пространственная группа Pnma), а кубическую структуру титанат кальция приобретает только при температуре выше 1260—1300 °C в результате фазового перехода.
Титанат кальция является диэлектриком с достаточно высокой диэлектрической проницаемостью (ε ~ 170 при комнатной температуре). Поэтому керамические материалы на его основе используются для изготовления конденсаторов.
Титанат кальция получают спеканием CaCO3 с TiO2 при 1100—1200 °C.